# BMW Open 2017
BMW Open 2017, oficiálním názvem BMW Open by FWU AG 2017, byl tenisový turnaj pořádaný jako součást mužského okruhu ATP World Tour, který se hrál v areálu MTTC Iphitos na otevřených antukových dvorcích. Probíhal mezi 1. až 7. květnem 2017 v německém Mnichově jako čtyřicátý čtvrtý ročník turnaje.
Turnaj s rozpočtem 540 310 eur a odměnami hráčům 482 060 eur patřil do kategorie ATP World Tour 250. Nejvýše nasazeným hráčem ve dvouhře se stal sedmnáctý tenista světa Gaël Monfils z Francie, kterého ve druhém kole vyřadil Jihokorejec Čong Hjon. Jako poslední přímý účastník hlavní singlové soutěže nastoupil ukrajinský 111. hráč žebříčku Serhij Stachovskyj.
Třetí singlový titul na okruhu ATP Tour získal 20letý  Němec Alexander Zverev. Jubilejní desátou společnou trofej ze čtyřhry si připsal kolumbijský pár Juan Sebastián Cabal a Robert Farah.

## Rozdělení bodů a finančních odměn

### Rozdělení bodů
| Soutěž  | vítězové | finalisté | semifinalisté | čtvrtfinalisté | 16 v kole | 32 v kole | Q  | Q3 | Q2 | Q1 |
| ------- | -------- | --------- | ------------- | -------------- | --------- | --------- | -- | -- | -- | -- |
| dvouhra | 250      | 150       | 90            | 45             | 20        | 0         | 12 | 6  | 0  | 0  |
| čtyřhra | 250      | 150       | 90            | 45             | 0         | —         | —  | —  | —  | —  |

### Finanční odměny
| Soutěž                              | vítězové | finalisté | semifinalisté | čtvrtfinalisté | 16 v kole | 32 v kole | Q | Q2     | Q1     |
| dvouhra                             | €85 945  | €45 265   | €24 520       | €13 970        | €8 230    | €4 875    | — | €2 195 | €1 100 |
| čtyřhra                             | €26 110  | €13 730   | €7 440        | €4 260         | €2 490    | —         | — | —      | —      |
| částka ve čtyřhře je uvedena na pár |          |           |               |                |           |           |   |        |        |

## Mužská dvouhra

### Nasazení
| Stát                          | Hráč                  | ATP | Nasazení |
| ----------------------------- | --------------------- | --- | -------- |
| Francie                       | Gaël Monfils          | 17. | 1.       |
| Španělsko                     | Roberto Bautista Agut | 18. | 2.       |
| Německo                       | Alexander Zverev      | 21. | 3.       |
| Itálie                        | Fabio Fognini         | 29. | 4.       |
| Německo                       | Philipp Kohlschreiber | 31. | 5.       |
| Německo                       | Mischa Zverev         | 35. | 6.       |
| Německo                       | Jan-Lennard Struff    | 52. | 7.       |
| Brazílie                      | Thomaz Bellucci       | 54. | 8.       |
| Žebříček ATP k 24. dubnu 2017 |                       |     |          |

### Jiné formy účasti
Následující hráči obdrželi divokou kartu do hlavní soutěže:
- Maximilian Marterer
- Daniel Masur
- Casper Ruud

Následující hráči postoupili z kvalifikace:
- Yannick Hanfmann
- Jozef Kovalík
- Guido Pella
- Cedrik-Marcel Stebe

### Odhlášení
před zahájením turnaje
- Adrian Mannarino → nahradil jej  Nicolás Kicker
- Donald Young → nahradil jej  Čong Hjon
- Florian Mayer → nahradil jej  Serhij Stachovskyj

## Mužská čtyřhra

### Nasazení
| Stát                                                                                    | Hráč                 | Stát       | Hráč             | ATP | Nasazení |
| --------------------------------------------------------------------------------------- | -------------------- | ---------- | ---------------- | --- | -------- |
| Rakousko                                                                                | Oliver Marach        | Chorvatsko | Mate Pavić       | 65. | 1.       |
| Filipíny                                                                                | Treat Conrad Huey    | Bělorusko  | Max Mirnyj       | 69. | 2.       |
| Kolumbie                                                                                | Juan Sebastián Cabal | Kolumbie   | Robert Farah     | 76. | 3.       |
| Chile                                                                                   | Julio Peralta        | Argentina  | Horacio Zeballos | 87. | 4.       |
| Žebříček ATP k 24. dubnu 2017; číslo je součtem žebříčkového postavení obou členů páru. |                      |            |                  |     |          |

### Jiné formy účasti
Následující páry obdržely divokou kartu do hlavní soutěže:
- Matthias Bachinger /  Maximilian Marterer
- Gero Kretschmer /  Alexander Satschko

## Přehled finále

### Mužská dvouhra
- Alexander Zverev vs.  Guido Pella 6–4, 6–3

### Mužská čtyřhra
- Juan Sebastián Cabal /  Robert Farah vs.  Jérémy Chardy /  Fabrice Martin 6–3, 6–3